# Teavana
A Teavana Corporation é uma empresa americana de chá, que anteriormente possuía filiais nos Estados Unidos, Canadá, México e Oriente Médio. A Starbucks adquiriu a Teavana em 2012 e, em 2017, a Starbucks anunciou que fecharia todas as filiais da Teavana até 2018. A partir de 2022, uma variedade muito limitada de produtos Teavana continua sendo vendida na Starbucks.

## História
A Bolsa de Valores de Nova Iorque em 28 de julho de 2011, quando a Teavana fez sua oferta pública inicial, que arrecadou cerca de US$ 121 milhões
A Teavana foi fundada em Atlanta, Geórgia, em 1997, com a abertura de uma casa de chá no Phipps Plaza. A Teavana foi fundada por Andrew T. Mack e sua esposa, que investiram as economias de uma vida inteira no negócio. A ideia deles foi inspirada em uma viagem de carro, notando a gravitação dos americanos em direção a vinhos e cafés finos nos Estados Unidos.
No final de 2012, a Starbucks declarou que pagaria US$ 620 milhões em dinheiro para comprar a empresa. Três ações coletivas judiciais foram iniciadas por acionistas da Teavana com relação à compra pela Starbucks; elas foram resolvidas em 14 de dezembro de 2012 (sujeitas à aprovação do tribunal). A aquisição da Teavana pela Starbucks foi formalmente encerrada em 31 de dezembro de 2012. Em 27 de julho de 2017, a Starbucks anunciou que fecharia todas as 379 lojas Teavana até 2018, em parte devido ao baixo desempenho.
O Simon Property Group, um dos maiores operadores de shopping centers dos Estados Unidos, exigiu que a Starbucks mantivesse em funcionamento as lojas Teavana localizadas em seus shoppings, argumentando, em parte, que seu fechamento reduziria o tráfego para as lojas vizinhas e, em dezembro de 2017, um juiz decidiu a favor do Simon. Em 15 de setembro de 2017, a Cadillac Fairview processou a Starbucks pelo fechamento das lojas Teavana no Canadá.
No entanto, em 18 de janeiro de 2018, a Simon e a Starbucks chegaram a um acordo que fecharia as 77 lojas Teavana restantes nos shoppings da Simon, encerrando a existência das lojas de chá como vitrines independentes após quase 21 anos de atividade.

## Produtos
A Teavana ofereceu sachês de chá quente e chá gelado pré-fabricado que são vendidos nas lojas da Starbucks, bem como em supermercados e varejistas externos onde o chá é vendido.
Antes do fechamento de todas as suas lojas físicas, as lojas de varejo da Teavana eram geralmente localizadas em shopping centers de luxo e projetadas para serem “parte chá bar, parte empório de chá.” Xícaras individuais de chá para viagem eram oferecidas para venda, e as lojas de varejo ofereciam amostras grátis de várias misturas e variedades de chá na porta da frente e dentro da loja. Acessórios para beber chá, como xícaras e potes, também estavam disponíveis nas lojas.
Anteriormente, a Teavana oferecia chás de folhas soltas e infusões de ervas, com categorias de chá como: branco, preto, verde, verde aromatizado e perfumado, branco “florescente”, preto aromatizado e perfumado, oolong e pu-erh, além de rooibos, ervas, chá verde matcha orgânico, chá florescente e infusões de Yerba Maté. As lojas de varejo da Teavana já haviam oferecido várias misturas de cada tipo de chá e frequentemente promoviam a mistura cruzada de diferentes tipos de chá. Os chás eram oferecidos em vários formatos, como chá de folhas soltas, latas de chá pré-preenchidas e sachês de chá, ou preparados como bebida para viagem.
Além de chá a granel, a Teavana vendia produtos para chá, incluindo bules de ferro fundido Tetsubin, bules Bone China, bules e xícaras de porcelana japonesa, chaleiras de fogão, chaleiras elétricas, batedeiras de leite e fabricantes de chá automáticos (produzidos pela empresa australiana Breville), dispensadores de água quente japoneses e fabricantes de chá elétricos (produzidos pela Zojirushi), medidores de chá, infusão de chá e utensílios de infusão, como o Teavana 'Perfectea Maker', copos de contorno e canecas infusoras de chá. A Teavana também vendia açúcar de pedra totalmente natural (açúcar de beterraba não transgênico) proveniente da Bélgica.